# Biodegradace

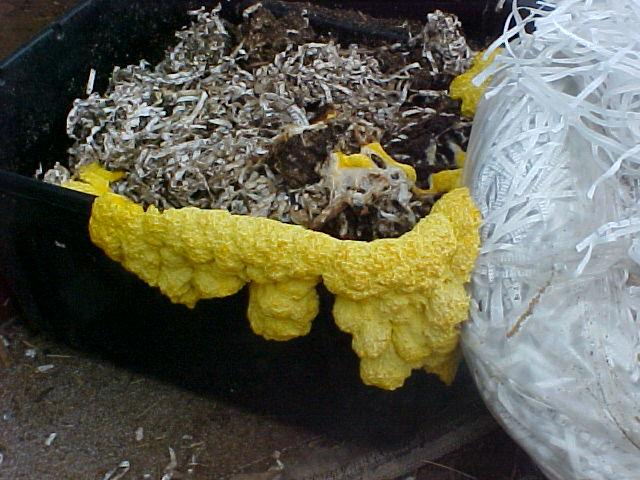
plíseň rozkládající vlhký papír

Biodegradace čili biologický rozklad je speciálním případem degradace, při níž dochází k rozkladu polymerů působením biologických činitelů. Známá je biodegradace mikroorganizmy, hlodavci a hmyzem. Při rozkladu látek s obsahem proteinů dochází k hnití. Organismy, které se na biologickém rozkladu podílejí, se nazývají dekompozitoři (rozkladači).

## Biodegradace plastů
Na biodegradaci plastů se zkrácenou životností se nejčastěji podílejí plísně. Podmínkou jejich růstu je vysoká vzdušná vlhkost. Kromě výše uvedených podmínek hrají důležitou roli i další faktory, jako jsou kombinace materiálů, stupeň stáří plastů, mikroklima a podobně. Metabolity produkované plísněmi a bakteriemi způsobují degradaci samotného polymeru. Enzymy jako je například peptidáza mohou štěpit polyamidovou vazbu a dokonce i vazbu esterovou. Při mikrobiální degradaci plastů se zkrácenou životností dochází k těmto chemickým pochodům:
1. dehydrogenace polymerů a adice vody, vznik alkoholů, které jsou oxidovány na mastné kyseliny,
2. adice volného kyslíku za vzniku hydroxyperoxidu, který se rozpadá a produkty reagují za vzniku alkoholů a dalších sloučenin, které jsou odbourávány až na octovou nebo propionovou kyselinu,
3. celulóza a některé termoplasty jsou přes pyruvát a acetylkoenzym-A převáděny do trikarboxylového cyklu. Vznikají tak kyselina citronová, jantarová, fumarová, jablečná atd.,
4. redukci dvojné vazby mohou vyvolat aktinomycety a některé bakterie štěpení amidové i esterové vazby.